# فاطمه سودرجانی
فاطمه سودرجانی (نگارش و آوایش کهن: فاطمه سودرجانیه یا با املای: سوذرجانی) (۱۰۶۸-۱۱۳۶م) (نسب کامل: فاطمه بنت احمد بن عبدالله سودرجانی اصفهانی) محدث ایرانی اصفهانی بود. نزد «محمد بن عمر نقّاش» حدیث فراگرفت. سمعانی نیز از او سِماع حدیث داشته و در التحبیر از وی نام برده.